# Heiko von der Leyen
Heiko Echter von der Leyen (né le 2 juin 1955) est un médecin allemand et membre de famille von der Leyen.
Il est l'époux de la présidente de la Commission européenne, Ursula von der Leyen.
Depuis décembre 2020, il est directeur médical de la société de biotechnologie américaine Orgenesis spécialisée dans les thérapies cellulaires et géniques,.

## Biographie
Né en 1955, il est le fils du médecin Ulrich von der Leyen (1918-1992) et de son épouse Cornelia Maria née Groth (1922-2014). Il étudie la médecine à l'université de Hambourg avant de poursuivre ses études à la Hannover Medical School. Il rejoint l'université Stanford de 1992 à 1996. Il obtient son doctorat d'habilitation à la faculté de médecine de Hanovre en 1998, devenant professeur adjoint de médecine interne et de cardiologie expérimentale à la faculté de médecine de Hanovre en 2002.

Armoiries de la famille noble von der Leyen.

Von der Leyen devient directeur du Hannover Clinical Trial Center GmbH en 2005,, ; Le centre d'essais cliniques de Hanovre (HCTC) est une organisation universitaire de recherche clinique située sur le campus de la faculté de médecine de Hanovre.
Sa famille sont des membres luthériens de l'Église protestante d'Allemagne. Heiko épouse Ursula née Albrecht en 1986 et ils ont sept enfants.
Depuis décembre 2020, il est directeur médical de la société de biotechnologie américaine Orgenesis spécialisée dans les thérapies cellulaires et géniques. Orgenesis Inc. est une entreprise mondiale de biotechnologie pionnière engagée à accélérer la commercialisation et à transformer la fourniture de thérapies cellulaires et géniques (CGT) tout en réduisant les coûts. Orgenesis dispose d'une plate-forme de vaccins cellulaires ciblant le coronavirus 2 du syndrome respiratoire aigu sévère (SRAS-CoV-2), le virus qui cause le COVID-19, ainsi que d'autres maladies virales telles que le Zika, le virus du Nil occidental, la fièvre jaune, la fièvre dengue, MERS, VHC et infection à cytomégalovirus (CMV).

### Controverses
En novembre 2022, l'euro-députée italienne Francesca Donato dénonce un récent financement de 320 millions d’euros dont a bénéficié Orgenesis de la part de la Commission européenne présidée par Madame von der Leyen. Au moins 4 filiales du laboratoire Orgenesis ont ouvert dans des pays membres de l’Union européenne et ont reçu chacune des millions d’euros de financement. Ainsi la licence de constitution d'Orgenesis Italy, la filiale italienne créée à Udine le 14 janvier 2022, était inactive entre le 14 janvier et le 14 octobre 2022 et ne pouvait pas facturer ; pourtant, malgré son inactivité, « la société a pu prendre part à l’appel d’offres » et a été sélectionnée.